# 加護範子
加護 範子（かご のりこ、1988年7月16日 - ）は、日本のAV女優。
趣味:猫と遊ぶこと

## 略歴
2006年にデビューしたロリ系のAV女優である。

## 出演作品

### アダルトビデオ
2006年
- CUM 加護範子 （11月3日、映天）
- 陵辱コレクター Collection No.001 （12月7日、スティルワークス）
- Theレイプ 美少女狩り6 （12月22日、クリスタル映像）

2007年
- コブ縄×オナニー2 （2月2日、映天）…オムニバス作品 他出演:日高ゆりあ、佐藤彩、姫川まみ
- ALICE のりこ （2月3日、グラフィス）
- ロリータ飼育狂時代14 のりこ （2月23日、グローリークエスト）
- 女子高通学バスパニック ～土砂崩れでスクールバスがトンネルに閉じ込められた。～ （3月22日、V&Rプロダクツ）共演:川瀬七夏、中野すず、菅野まゆみ、平松アンリ、流星ラム、小倉美穂 他4名
- 3日間睡魔地獄ガマンくらべ 眠ったら即、犯します!! （3月22日、SODクリエイト）共演:辻晴香、城本久美、及川ミレイ
- Cosplay IV 06 NORIKO KAGO（3月20日、ユープランニング）
- REAL 女子校生 Vol.1 範子 （3月23日、笠倉出版社）
- 文○服○学院 ☆装科 加護範子 2 （4月11日、黄金虫）
- 拉致、監禁。.11 加護範子 （4月13日、ゴーゴーズ）
- 女子高生監禁凌辱 鬼畜輪姦 72 奪われた純心 （6月7日、アタッカーズ）
- ダブろり あずき のりこ 完全版 （6月22日、メディアステーション）共演:辻あずき
- 僕の妹 C学生 2 （7月2日、プレステージ）
- 時間よ止まれ! パート7 （7月5日、V&Rプロダクツ）…オムニバス作品 他出演:紺野りさ子、むかいねね、瀬咲るな、桜亜美利、杏野まひる、愛音ゆう、椎名めぐみ
- ギャレット 3　 （7月20日）
- 彼女のカノジョと *22 （8月3日、ゴーゴーズ）共演:桜沢まひる
- 制服うぶ女子学生 （8月13日、マルクス兄弟）
- 猥褻フェラチオ トリプルスペシャル （8月17日、レアル・ワークス）共演:永瀬あき、琴野まゆ
- 悪質強制猥褻!ロリ娘を泥酔させて生中出し 完全版 （8月24日、メディアステーション）…オムニバス作品 他出演:永瀬あき、工藤ありす
- 制服美少女愛好家 （9月1日、ワンズファクトリー）
- ロリータ強制口内レイプ （9月14日、I.B.WORKS）…オムニバス作品 他出演:永瀬あき、工藤ありす、安藤なつ妃、田宮心美、坂下ななえ、可愛あみん、今井みすず、観月若菜、月野くるみ、ひめのまゆ、大貫かりん、羽純、川上さくら、 宮田奈緒、吉岡真希、桐川みら、あげは、花咲千尋、天宮ゆず
- ぷにろり。 （9月19日、ドグマ）共演:瀬戸ひなた
- 将来は女優を夢見てオーディションにやってきた女をたっぷりレイプ!しかも●学生 完全版 2 （9月21日、メディアステーション）共演:永瀬あき、大貫かりん
- ロリはめ 13 （9月28日、I.B.WORKS）…オムニバス作品 他出演:姫村しずく、天宮ゆず
- ゆきとのりこ （10月4日、アイエナジー）共演:落合ゆき
- 女子校生の生中出ししか見たくない! 4時間 （10月26日、TMA）…オムニバス作品 他出演:落合ゆき、天宮まなみ、かわのほとり、松野ゆい、小早川芽衣、持田茜、山城美姫、さくらりこ、相戸愛、永瀬あき、高瀬七海
- 幼い性器パイパン中出し （11月21日、DAI）
- レズ母乳イマラ （12月1日、豊彦）共演:七瀬かすみ、浜野みそら　※AVグランプリ2008 マニアステージ エントリー作品
- パイパン娘30人 パイパン大運動会 （12月13日、カルマ）共演:小春、田中美久、優美あい、楠木もも、内藤ゆり菜、七瀬かすみ、島谷聖羅、宮咲志帆、佐藤あや、瀬谷エミリ、那月りの、夏芽涼、冬野みずき、神谷まり、立花さくら、日高ゆりあ、村上里沙、安藤なつ妃、藤谷リリ、加納さつき、二階堂ローザ、工藤なつき、長谷川愛未、矢沢りん、如月ナオ、矢吹怜子、れいか、雨宮あいこ、辻ありす
- ダブろり スペシャル 完全版 ～お義兄ちゃん大好き 7人の義妹たち～ （12月17日、メディアステーション）共演:桃宮もか、清原りょう、長谷川さやか、河愛杏里、桃井アンナ、小峰ミサ
- 借金姉妹 恥辱の返済 （12月20日、ヒビノ）共演:桜沢まひる
- 文○服○学院 ☆装科 加護範子 2 （12月26日、豊彦）

2008年
- 企画女優vs熟女女優 そんなコト!?こんなコト!? 色んなコトして早出し対決!! （1月11日、ソルト・ペッパー）共演:金子奈々、七瀬かすみ、長野恭子、大塚京子、森山れみ
- 中●生ゴム無し受精 あんり+のりこ （1月25日、フラットコーポレーション）…他出演:野中あんり
- Res-cute （4月4日、アイエナジー）…オムニバス作品 他出演:愛里ひな 他
- 放課後淫行FILE 10人4時間 （5月1日、ワンズファクトリー）…オムニバス作品 他出演:辻あずき、鮎川なお、姫川りな、仲咲千春、永瀬あき、彩芽はる、長谷川さやか、水澤りの、姫咲まりあ
- 愛玩制服美少女カタログ （5月13日、マルクス兄弟）…オムニバス作品 他出演:彩芽はる、仲咲千春、永瀬あき、平井ゆきな
- ぬれっ娘 （5月22日、ロータス企画）
- 真正中出しダブル痴女 2 （6月28日、モブスターズ）共演:佐藤あや
- Cosplay IV Super Idol 01 NORIKO KAGO （6月29日、ユープランニング）
- 濡れたJK 3 （8月25日、しのだプロジェクト）…オムニバス作品 他出演:宮下まい、芽衣奈、野中あんり、美瀬純、風谷音緒
- むちゃぶり指令発動! ぶっこみエロ生面接 ロリ系美少女編 （9月16日、マキシング）…オムニバス作品 他出演:鈴木さとみ、涼宮さつき
- CLONNAD （11月7日、TMA）…オムニバス作品 他出演:桜井真央、藤森ねね、並樹ゆりあ、美花ぬりぇ、みづき伊織
- 競泳彼女 3 （12月25日、しのだプロジェクト）…オムニバス作品 他出演:大塚ひな、野中あんり、岩崎彩菜、山咲奈々美、水森あおい、吉沢みなみ、宝月ひかる

2009年
- Cosplay IV Slave 03 NORIKO KAGO （2月27日、ユープランニング）
- 濡れたデニムパンツの彼女たち （4月25日、しのだプロジェクト）…オムニバス作品 他出演:小坂めぐる、辻さき、矢沢るい、杉崎莉奈、矢部なつみ、風谷音緒、美瀬純、京野明日香、藤本ちさと
- 妹萌えレオタード (3月28日 ぬるぬる愛好会)

### テレビ
- 桃のふくらみ（MONDO TV）
- 背徳の好奇心（MONDO TV）